# Mikal Statham
Mikal Statham (oft auch Oliver Statham; * 25. April 1987 in Auckland) ist ein ehemaliger neuseeländischer Tennisspieler.

## Karriere
Statham startete 2005 erstmals bei Profiturnier auf der drittklassigen ITF Future Tour. Nach vielen frühen Niederlagen war er 2006 im Einzel das erste Mal in der Tennisweltrangliste platziert. 2007 stand er beim Challenger-Turnier in ATP Challenger Brisbane das erste Mal in einem Hauptfeld der nächsthöheren Turnierkategorie, doch verlor dort dem Australier Adam Feeney. Von 2008 bis Mitte 2009 gewann Statham seine einzigen drei Future-Titel im Doppel, wodurch er im September 2009 auch dort seinen Karrierebestwert 381 erreichen konnte. Im Einzel schaffte der Neuseeländer 2009 einmal den Finaleinzug bei einem Future. Sein Karrierebestwert ist Platz 711 und datiert auf den April 2010. Mit seinem Zwillingsbruder Jose Statham stand er viermal im Hauptfeld beim ATP-World-Tour-Event in Auckland. Die Paarung verlor alle ihre Auftaktpartien. Zudem wurde Mikal Statham 2009 zweimal für die neuseeländische Davis-Cup-Mannschaft nominiert, wo er eine Bilanz von 1:2 vorweisen kann.
Nach einer längeren Pause seit 2011 ohne Turnierteilnahmen spielte er 2018 zwei Futures, ist ansonsten aber inaktiv.